# Lycée privé Sainte-Geneviève
Das Lycée privé Sainte-Geneviève ist ein privates Lyzeum in Versailles, das Vorbereitungsklassen für die Grandes Écoles anbietet und im April 1854 von den Jesuiten in Paris gegründet wurde.
Sainte-Geneviève ist bekannt für seine hohen Erfolgsquoten bei den Aufnahmeprüfungen der selektiven französischen Grandes Écoles in den Bereichen Ingenieurwesen (École Polytechnique, Mines ParisTech, École des Ponts Paris Tech und CentraleSupélec) und Handel (HEC Paris, ESSEC Business School und ESCP Business School).

## Ehemalige Schüler
- Henri Honoré d’Estienne d’Orves (1901–1941), Marineoffizier
- Benoît Potier (* 1957), Industriemanager
- Philippe Varin (* 1952), Manager

## Lehrer
- François Napoléon Marie Moigno (1804–1884), Mathematiker, Physiker und Autor